# Sarkhia
Sarkhia is een geslacht van weekdieren uit de klasse van de Gastropoda (slakken).

## Soort
- Sarkhia sarabensis Glöer & Pešić, 2012

Niet geaccepteerde naam:
- Sarkhia kermanshahensis